# Stefan Botev
Stefan Jristov Botev (en búlgaro: Стефан Христов Ботев; Jarmanli, 14 de febrero de 1968) es un deportista búlgaro, nacionalizado australiano, que compitió en halterofilia.
Participó en dos Juegos Olímpicos de Verano, obteniendo dos medallas de bronce: en Barcelona 1992 (categoría de 110 kg) y en Atlanta 1996 (+108 kg).
Ganó cinco medallas en el Campeonato Mundial de Halterofilia entre los años 1989 y 1995, y cuatro medallas en el Campeonato Europeo de Halterofilia entre los años 1987 y 1990.

## Palmarés internacional
| Representando a Bulgaria  |                          |                   |           |
| Juegos Olímpicos          |                          |                   |           |
| Año                       | Lugar                    | Medalla           | Categoría |
| 1992                      | Barcelona (España)       | Medalla de bronce | 110 kg    |
| Campeonato Mundial        |                          |                   |           |
| Año                       | Lugar                    | Medalla           | Categoría |
| 1989                      | Atenas (Grecia)          | Medalla de oro    | 110 kg    |
| 1990                      | Budapest (Hungría)       | Medalla de oro    | 110 kg    |
| Campeonato Europeo        |                          |                   |           |
| Año                       | Lugar                    | Medalla           | Categoría |
| 1987                      | Reims (Francia)          | Medalla de plata  | 110 kg    |
| 1988                      | Cardiff (Reino Unido)    | Medalla de plata  | 110 kg    |
| 1989                      | Atenas (Grecia)          | Medalla de oro    | 110 kg    |
| 1990                      | Ålborg (Dinamarca)       | Medalla de oro    | 110 kg    |
| Representando a Australia |                          |                   |           |
| Juegos Olímpicos          |                          |                   |           |
| Año                       | Lugar                    | Medalla           | Categoría |
| 1996                      | Atlanta (Estados Unidos) | Medalla de bronce | +108 kg   |
| Campeonato Mundial        |                          |                   |           |
| Año                       | Lugar                    | Medalla           | Categoría |
| 1993                      | Melbourne (Australia)    | Medalla de plata  | 108 kg    |
| 1994                      | Estambul (Turquía)       | Medalla de bronce | +108 kg   |
| 1995                      | Cantón (China)           | Medalla de bronce | +108 kg   |